# Новенькое (посёлок, Брянская область)
Новенькое — поселок в Суземском районе Брянской области в составе Новопогощенского сельского поселения.

## География
Находится в юго-восточной части Брянской области на расстоянии приблизительно 17 км на запад-северо-запад по прямой от районного центра поселка Суземка.

## История
Упоминался с 1930-х годов. На карте 1941 года был отмечен как поселок Земля с 9 дворами.

## Население
Численность населения: 389 человек (русские 83 %) в 2002 году, 316 в 2010.